# Jérôme Bluff
Jérôme Bluff est une bande dessinée d’aventures humoristiques créée en 1962 pour le journal Pilote par Martial sous forme de récits complets.

## Publications
Les aventures de Jérôme Bluff ont fait l'objet de parutions sous forme de petites histoires sans titres.
| Numéro du magazine Pilote / Année de parution | Résumé | Nombre de planches |
| --------------------------------------------- | --- | ------------------ |
| 122 / 1962                                    | Le professeur Patéquès veut se rendre au Ruanda-Urundi pour donner aux pygmées une taille normale grâce à un élixir de sa composition. Jérôme fera office d’explorateur                                                                              | 4                  |
| 127 / 1962                                    | Cette fois-ci c’est en tant que détective privé que Jérôme officie car il se trouve que divers objets disparaissent régulièrement du Grand Bazar, « le magasin qui vend de tout à tout le monde »                                                    | 4                  |
| 138 / 1962                                    | Jérôme est chargé par le rédac’ chef de L’Eclair d’aller attendre l’actrice Lise Capucine de retour de Cannes. Mais il s’avère incapable de la prendre en photo à la gare de Lyon. Pas davantage de chance à Orly avec la cantatrice La Pizza mais … | 8                  |
| 155 / 1962                                    | Jérôme se repose à l’Auberge du Coq d’Or à la Roche-Trouée dont le château du XIIe siècle est parait-il hanté par des fantômes. | 8                  |
| 161 / 1962                                    | Le collier de diamants de la comtesse du Genêt de la Chainette a disparu. Une forte récompense est promise à qui le ramènera. Aidé de son chien Flash, Jérôme se met sur la piste.                                                                   | 8                  |
| 179 / 1963                                    | Jérôme accompagne le célèbre archéologue, le Pr Canulard, en Égypte afin de découvrir le vrai tombeau du roi Chéops. | 6                  |
| 195 / 1963                                    | Un building en construction est régulièrement victime de sabotages. Jérôme enquête. | 6                  |

## Albums
Les aventures sont ensuite parus sous la forme de deux albums :
- Martial, 5 aventures de Jérôme Bluff, ABDL, 2006
- Martial, Jérôme Bluff, Homme à tout faire : Intégrale des aventures, Le coffre à BD, 2012